# Бернштейн Симон
Симон Бернштейн — історик-аматор, історик Одеси.

## Життєпис та науковий доробок
Автор краєзнавчого нарису з історії Одеси, одеський підприємець середини ХІХ ст., купець 2-ї гільдії, у 1869 отримав спадкове почесне громадянство. Обіймав посаду гоф-маклера і експерта Одеської біржі, біржового нотаріуса при Одеському комерційному суді, входив до Одеського статистичного комітету.
На відміну від інших авторів, не був схильний ідеалізувати «золоту добу» історії Одеси — першу половину ХІХ ст. На його думку, в перші 50 років своєї історії Одеса була місцем, куди стікалися охочі заробити великі капітали з усієї Європи, притому ці люди ніяк не сприяли благоустрою міста. У розділі присвяченому «останньому тридцятиріччю Одеси» доводив, що саме в цей період місто почало прикрашатися гарними будівлями та його благоустрій значно покращився.
Окремі розділи нарису були присвячені розвитку міського господарства та народної освіти. До свого нарису додав: «План укріпленого села Гаджибея під час його взяття російськими військами»; план проекту розбудови Хаджибея Ф.Де-Волана 27 травня 1794 та план Одеси на 1882. Його план штурму Хаджибея 1789, за різними джерелами, зокрема спогадами, які зібрав І. Федоров, не був схожий на подібні схеми складені ін. авторами (план-схема з книги С. Бернштейна, вочевидь, стали підґрунтям для тверджень деяких пізніших авторів, що під час штурму колона Й.Де-Рібаса здобувала не фортецю, а укріплені склади).

## Праці
- Бернштейн С. Одесса. Исторический и торгово-экономический очерк развития Одессы в связи с Новороссийским краем. — Одесса, 1881[1].